# عمالة الجزائر

خريطة إدارية للجزائر الفرنسية من 1934 إلى 1955، تُظهر عمالة الجزائر باللون الوردي.

عَمَالَة الجزائر (بالفرنسية: Département d'Alger) هي عمالة فرنسية سابقة في الجزائر وجدت بين عامي 1848 و1962. خلفتها ولاية الجزائر.

## أصل التقسيمات الإدارية
تعتبر الجزائر إحدى المقاطعات الفرنسية، وقد قسمت إلى دوائر في 9 ديسمبر 1848، وبالتالي تعمل وفقًا لنفس الهيكل الإداري مثل فرنسا الكبرى، حلت ثلاث مناطق مدنية (المناطق) محل البيليكات الثلاثة التي قسم فيها الحكام العثمانيون السابقون المنطقة، أصبحت المدينة الرئيسية للعمالة المركزية، وتسمى أيضًا الجزائر، مقاطعة العمالة المسماة، وكانت العمالتان الجزائريان الآخران هما وهران في الغرب وقسنطينة في الشرق.

## حجم وهيكل العمالة
غطت منطقة الجزائر مساحة 54861 كيلومتراً مربعاً (21182 ميل مربع)، وتتألف من ست محافظات فرعية: هذه هي سور الغزلان، البليدة، والمدية، ومليانة، والشلف وتيزي وزو.
لم يتم ضم الصحراء حتى الخمسينيات إلى الجزائر التي تقسمها المقاطعات، وهذا ما يفسر السبب في أن عمالة الجزائر كانت تقتصر على الجزء الشمالي الأوسط من الجزائر اليوم، حتى 10 يناير 1957، عندما تلقت المناطق الصحراوية هيكلها الإداري الخاص بها، كانت هذه الأراضي تديرها إدارة الجزائر.

## الانتماءات الدينية
سجل تعداد عام 1954 الانتماءات الدينية المعلنة للسكان، الغالبية في عمالة الجزائر أعلنوا أنهم مسلمون، في مدينة الجزائر نفسها، تم الإعلان عن 29641 شخصًا أو 46٪ من إجمالي 645479 شخصًا من غير المسلمين، هذا وضع الجزائر في المرتبة الثانية بعد مدينة وهران من حيث نسبة السكان الذين قالوا إنهم من غير المسلمين، يبدو أن غير المسلمين ينظر إليهم على أنه وصف بديل للأشخاص من أصل أوروبي، أو لليهود الجزائريين.

## إعادة التنظيم والاستقلال

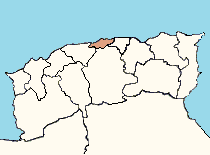
خريطة عمالة الجزائر بعد إعادة تنظيم 1956.

في 26 يناير 1956، أدت الزيادات السكانية إلى إنشاء ثلاث إدارات جديدة قائمة بذاتها، كانت هذه هي عمالة المدية، إلى جانب الأجزاء الساحلية من الشلف وتيزي وزو التي تشكلت على التوالي من الأجزاء الجنوبية والغربية والشرقية من عمالة الجزائر.
تبلغ مساحة عمالة الجزائر المقطوعة إلى حد كبير الآن 3.393 كيلومترًا مربعًا، وكان يسكنها 1079806 نسمة، تم تقسيمها إلى محافظتين فرعيتين في البليدة وميزون بلانش (دار البيضاء الحديثة).
تميزت عملية إعادة تنظيم الدوائر لعام 1957 بتغيير في عدد «اللاحقة» الذي يظهر على لوحات ترخيص السيارات وفي أماكن أخرى تستخدم نفس الرمز، حتى عام 1957، أصبحت عمالة الجزائر هي العمالة "91": بعد عام 1957 أصبحت عمالة الجزائر المتناقصة كثيرًا هي عمالة "9A"، (في عام 1968، بموجب قانون سُن في عام 1964، سيتم إعادة تخصيص الرقم "91" إلى عمالة جديدة تضم الضواحي الجنوبية لباريس).
ظل عمالة الجزائر قائمًا بعد استقلال الجزائر وتحولت إلى ولاية الجزائر في عام 1968.